# Fabrizio Morri
Fabrizio Morri (Urbino, 6 aprile 1954 – Torino, 21 dicembre 2024) è stato un politico italiano.